# Zbigniew Sobieszczański
Zbigniew Wacław Sobieszczański (ur. 28 kwietnia 1914 w Radomsku, zm. 31 grudnia 1981) – polski chirurg i działacz konspiracyjny, dyrektor Szpitala Powiatowego w Szczytnie.

## Edukacja
Ukończył Miejskie Gimnazjum im. Feliksa Fabianiego w Radomsku (1932). Uczęszczał następnie do Szkoły Podchorążych Sanitarnych w Warszawie oraz na Wydział Lekarski Uniwersytetu Warszawskiego. W 1939 r. uzyskał dyplom lekarza i podjął pracę w Szpitalu Szkolnym Centrum Wyszkolenia Sanitarnego.

## Okres II wojny światowej
Brał udział w kampanii wrześniowej jako dowódca 1. plutonu Kampanii Sanitarnej. Po agresji ZSRR na Polskę został internowany wraz z całą jednostką, jednak udało mu się uciec do Warszawy. W 1940 r. pracował w Szpitalu Wojennym Ujazdowskim PCK oraz Szpitalu Przemienienia Pańskiego w Warszawie. Był zaangażowany w działalność konspiracyjną, w wyniku której zmuszony był opuścić Warszawę. Pracował w Ubezpieczalni Społecznej w Tomaszowie Mazowieckim a następnie jako lekarz rejonowy w Opocznie. Do jego zasług należy udzielanie pomocy medycznej partyzantom, m.in. z oddziału majora Hubala. Od 1941 r. był członkiem Związku Walki Zbrojnej. W 1942 r. został zadenuncjowany i aresztowany, w wyniku czego trafił do obozu koncentracyjnego w Oświęcimiu. Tam pracował jako lekarz w bloku nr 21 (oddział chirurgiczny obozowej izby chorych). Był członkiem Związku Organizacji Wojskowej. Krótki okres spędził w obozie koncentracyjnym w Stutthofie. W 1945 r. trafił do szpitala Armii Czerwonej w Norwitz początkowo jako pacjent, a następnie pracował tam jako lekarz. Pod koniec wojny (kwiecień 1945) podjął pracę lekarza w Zarządzie Miejskim w Opocznie.

## Okres powojenny
W latach 1945-1946  pracował jako lekarz  w Zarządzie Miejskim w Opocznie oraz w Ubezpieczalni Społecznej w Tomaszowie Mazowieckim. Następnie został wcielony do armii i uzyskał kolejno stopnie kapitana (1946) i majora (1951). Pracował w szpitalu garnizonowym w Radomiu oraz w Wojskowym Szpitalu Garnizonowym w Koszalinie. W okresach letnich pełnił funkcję dowódcy jednostki sanitarnej i szpitala polowego na poligonie w Drawsku Pomorskim. W 1953 r. uzyskał zgodę na zwolnienie ze służby wojskowej z powodu wady serca. W 1953 r. objął stanowisko dyrektora Szpitala Powiatowego w Szczytnie. Pełnił tam również funkcję ordynatora oddziału chirurgicznego. W 1980 r. przeszedł na emeryturę. Zmarł w wyniku zawału serca w 1981 r.   

## Odznaczenia
- Srebrny Krzyż Zasługi (1947)
- Złoty Krzyż Zasługi (1958)
- Krzyż Kawalerski Orderu Odrodzenia Polski (1972)
- Medal „Za Zwycięstwo”
- Brązowy Medal Sił Zbrojnych w Służbie Ojczyźnie
- Odznaka „Za Wzorową Pracę w Służbie Zdrowia”
- Odznaka Honorowa PCK (I i II stopnia)

## Upamiętnienie
Imieniem Zbigniewa Sobieszczańskiego nazwano jedną z ulic w Szczytnie.